# Aniceto Coloma
Aniceto Coloma Martínez (Almansa, 21 de julio de 1859 - Almansa, 7 de junio de 1921) fue un industrial español, pionero en la implantación de sistemas de automatización en el sector del calzado.

## La empresa

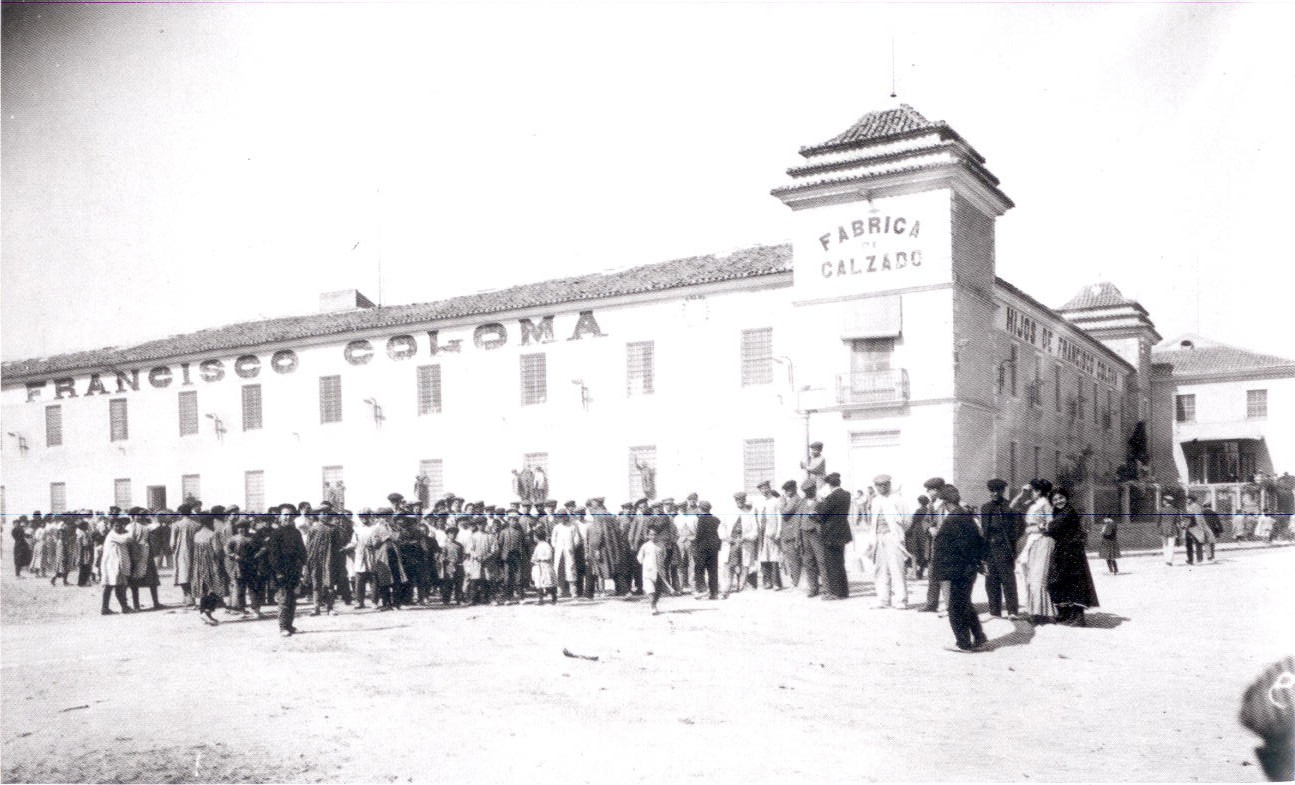
Fábrica Hijos de Francisco Coloma hacia 1910. Almansa

Aniceto Coloma heredó la empresa familiar Calzados Coloma (creada a mediados del siglo XIX) de su padre, Francisco Coloma Sáez. Y la llevó con sus dos hermanos: Herminio y Ernesto. Se renombró la empresa a Hijos de Francisco Coloma (año 1899).
Fue un referente a nivel nacional y europeo. Tal es así que en 1913 el municipio se convirtió en el segundo productor de calzado de toda España tan solo superado en su conjunto por las 22 empresas de la provincia de Barcelona. En 1930 la fábrica empleaba a más de 1.200 trabajadores, de los cuales la mitad eran mujeres. Se casó en Almansa con Herminia Candel Flores.
Posteriormente a su muerte continuaron con la empresa tres de sus hijos: César, Rodolfo y Viriato Coloma Candel. Tuvo cinco hijos más: Aida, Dora, Celia, Alicia y Mario.
Tras su desaparición en 1954 (la empresa existió durante casi 100 años) permitió que sus operarios fundaran sus propias factorías de calzado. Actualmente existen diferentes empresas del sector de reconocido prestigio tanto a nivel nacional como internacional, siendo el principal mercado los Estados Unidos.

## Mejora social
Participó en la mejora de la vida de los trabajadores de su empresa, creando la Cooperativa de Empleados y Obreros de Calzados Coloma de la que dependía un economato que facilitaba a sus asociados productos básicos de consumo a precios más bajos.

## Actividad en Masonería
Nieto e hijo de masones, también él fue masón en Almansa de la Logia Rosa n.º 171, perteneciente al Gran Oriente de España. En 1881 ocupaba el oficio de Maestro de Ceremonias de la Logia, mientras que su padre era el Tesorero. Sus hijos César, Rodolfo y Viriato también fueron masones de la Logia Paz y Amor n.º 8 del Grande Oriente Español. En 1940 sus tres hijos fueron encarcelados por orden de la Audiencia de Albacete, juzgados dentro del Tribunal para la represión de la Masonería.

## Reconocimientos

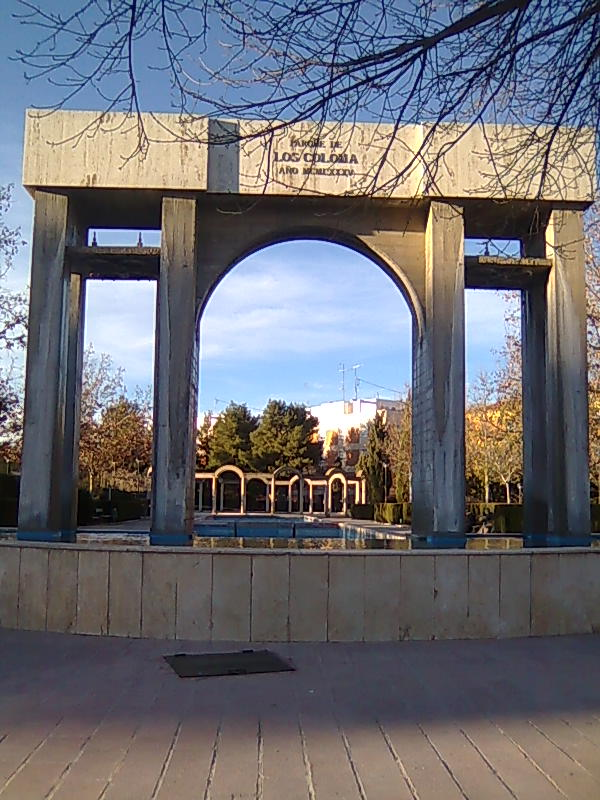
Vista parcial del parque de Los Coloma, en Almansa.

Tras la muerte de Aniceto Coloma, en sesión del Ayuntamiento de Almansa celebrada el 17 de junio de 1921, y accediendo a la petición que por escrito hicieron numerosos industriales, comerciantes y los diferentes elementos sociales de la población, se acordó rotular con el nombre de Aniceto Coloma una de las principales calles de la ciudad, la cual finaliza, prácticamente, donde estaba la empresa.
Mariano Benlliure, uno de los artistas más importantes en el ámbito de la escultura española de la época, recibió el encargo de hacer una estatua en su honor. Fue pagada por los propios obreros y obreras. En ella está representado el busto de Aniceto Coloma, soportado por un trabajador y una trabajadora, mostrando de forma inequívoca la perfecta unión que hubo entre empresario y trabajadores. Se inauguró el 14 de octubre de 1922.
En 2008 se renombró el parque situado en el lugar que ocupaba la fábrica: Parque de Los Coloma. También aquí se encuentra una réplica (solo del busto) de la obra original de Benlliure, hecha en 2003 por el escultor almanseño de fama internacional, José Luis Sánchez.

## Miscelánea
Su hermano Ernesto Coloma fue el propietario del primer coche matriculado en la provincia de Albacete (AB-1). Era un Sedán marca Charron, de importación. Estamos en 1908.